# Bissen (Luxembourg)
 For alternative betydninger, se Bissen. (Se også artikler, som begynder med Bissen)
Bissen (luxembourgsk: Biissen) er en kommune og et byområde i storhertugdømmet Luxembourg. Kommunen, som har et areal på 20,75 km², ligger i kantonen Mersch i distriktet Luxembourg. I 2005 havde kommunen 2.457 indbyggere.
49°47′00″N 6°04′00″Ø / 49.7833°N 6.0667°Ø